# Claire Devers
Claire Devers (Parigi, 20 agosto 1955) è una regista e sceneggiatrice francese.

## Biografia
Dopo aver frequentato l'IDHEC (Institute of Advanced Film Studies) dal 1983 al 1986, Devers ha esordito nel 1986 con il film Noir et blanc, che ha vinto la Caméra d'or per la miglior opera prima al Festival di Cannes, il premio per il miglior film al Torino Film Festival ed è stato candidato ai Premi César come miglior opera prima.

## Filmografia

### Cinema
- Noir et blanc (1986)
- Chimere (Chimère) (1989)
- Max e Jérémie devono morire (Max & Jeremie) (1992)
- La voleuse de Saint-Lubin (1999)
- Marinai perduti (Les marins perdus) (2003)
- Pauvre Georges! (2018)

### Televisione
- Le crime de monsieur Stil (1995)
- Mylène (1996)
- Le pendu (2007)
- Envoyez la fracture (2009) - episodio della serie Suite noire